# Артюшенко, Александр Трофимович
Алекса́ндр Трофи́мович Артюше́нко (1921—1997) — советский военнослужащий. В Рабоче-крестьянской Красной Армии служил с октября 1943 года по май 1946 года. Воинская специальность — пулемётчик станкового пулемёта. Участник Великой Отечественной войны. Полный кавалер ордена Славы. Воинское звание на момент демобилизации — гвардии старший сержант. С 1965 года гвардии старшина в отставке.

## Биография
Александр Трофимович Артюшенко родился 10 июня 1921 года в посёлке Павловка Полтавского уезда Полтавской губернии Украинской ССР (ныне посёлок городского типа Скороходово в Полтавском районе Полтавской области Украины) в семье рабочего. Украинец. Окончил 10 классов средней школы в родном селе. В 1938 году поступил в Донецкий индустриальный институт. После года учёбы в Сталино Александр Трофимович переехал в Харьков, где продолжил обучение в Харьковском государственном университете имени Максима Горького, одновременно работая на спиртовом заводе, затем в водотресте. Но получить высшее образование ему помешала война.

### На военной службе
В первые дни Великой Отечественной войны А. Т. Артюшенко, как и многие его сверстники, пришёл в военкомат, однако медицинская комиссия признала его негодным к военной службе. Александр Трофимович вернулся в родной посёлок, чтобы помочь родителям, а вскоре пришли немцы. Только 18 октября 1943 года после освобождения Полтавщины советскими войсками Чутовским районным военкоматом А. Т. Артюшенко был призван в ряды Рабоче-крестьянской Красной Армии.
Службу красноармеец Артюшенко начал в Коврове, в запасном кавалерийском полку, на базе которого прошёл военную подготовку, освоил воинскую специальность пулемётчика станкового пулемёта. Весной 1944 года его направили в 3-й гвардейский кавалерийский корпус, находившийся в резерве 1-го Прибалтийского фронта, где 12 марта он был зачислен 1-м номером пулемётного расчёта во 2-й эскадрон 24-го гвардейского кавалерийского полка 5-й гвардейской кавалерийской дивизии.
В боях с немецко-фашистскими захватчиками Александр Трофимович с 23 июля 1944 года на 3-м Белорусском фронте. Боевое крещение принял во время Витебско-Оршанской операции стратегического плана «Баратион» у посёлка Смоляны Витебской области. Участвовал в операции корпуса по окружению и разгрому частей 256-го пехотного полка и 14-й пехотной дивизии вермахта в районе Смоляны—Обольцы, форсировал реку Березину у посёлка Студенка, где способствовал отражению шести контратак противника, сражался за плацдарм на левом берегу реки Гайны у посёлка Рудня. Особенно отличился в боях за город Лида.

Расчёт станкового пулемёта кавалерийского полка

### Орден Славы III степени
Овладев опорным пунктом немецкой обороны посёлком Красное, 24-й гвардейский кавалерийский полк выполнил поставленную в рамках Витебско-Оршанской операции боевую задачу. Отсюда 5 июля 1944 года кавалеристы гвардии подполковника П. Ф. Ткаленко перешли в наступление в ходе Вильнюсской операции. 7 и 8 июля полк отразил контратаки мотопехоты и танков немцев, овладел станцией Юратишки, перерезав шоссе на Трабы, а затем оседлал большак Лида—Ивье. Продвигаясь вдоль железной дороги в направлении Лиды, 2-й эскадрон, в составе которого воевал гвардии красноармеец А. Т. Артюшенко, действовал в передовом отряде полка и первым вступал в соприкосновение с противником. На ближних подступах к городу 9 июля 1944 года эскадрон попал в засаду. Артюшенко, сходу развернув тачанку, открыл ответный огонь по врагу из пулемёта, дав возможность своим боевым товарищам организовать оборону. В ходе перестрелки Александр Трофимович был ранен, но продолжал вести огонь по противнику, не давая ему сосредотачиваться. Заметив более удобную позицию, он перенёс на новое место свой пулемёт и продолжал разить врага, несмотря на второе ранение. Всего в ходе боя он уничтожил 15 вражеских солдат. После того, как немцы были рассеяны, гвардии красноармеец Артюшенко по приказу командира взвода был отправлен в госпиталь, а город Лида в тот же день был освобождён частями 3-го гвардейского кавалерийского корпуса. За доблесть и мужество, проявленные в бою, приказом от 31 июня 1944 года Александр Трофимович был награждён орденом Славы 3-й степени (№ 222414).

### Орден Славы II степени
После ранения А. Т. Артюшенко в лазарете находился недолго. Вернувшись в строй, он в составе своего полка ещё успел поучаствовать в боях за Августов. В октябре 1944 года 3-й гвардейский кавалерийский корпус в составе 2-го Белорусского фронта начал подготовку к предстоявшим боям в Восточной Пруссии. 14 января 1945 года войска фронта перешли в наступление с Пултусского плацдарма в рамках Млавско-Эльбингской операции и за три дня боёв сумели прорвать сильно укреплённую и глубокоэшелонированную оборону противника на участке от Ломжи до устья Нарева. 17 января в прорыв был введён 3-й гвардейский кавалерийский корпус. С 19 января 24-й гвардейский кавалерийский полк выполнял специальные задания командования. Совершив шестидесятикилометровый марш, к исходу дня кавалеристы ворвались с запада в городок Яново и совместно с 17-м гвардейским кавалерийским полком овладели им, после чего на плечах бегущего противника форсировали реку Ожиц, вступив таким образом на территорию Восточной Пруссии. 21 января полк смелым обходным манёвром способствовал взятию частями корпуса важного транспортного узла города Найденбург, а 22 января вышел в тыл алленштайнской группировки противника, и оседлав дорогу на Хохенштейн, ворвался с запада в Алленштайн, чем способствовал взятию города основными силами корпуса. В период наступления командир расчёта станкового пулемёта гвардии красноармеец А. Т. Артюшенко всегда шёл в первых рядах наступающих, смелыми и решительными действиями неоднократно способствовал выполнению поставленных боевых задач.
После взятия Алленштайна 3-й гвардейский кавалерийский корпус продолжил наступление на север вглубь немецкой территории. Противник яростно, но безуспешно атаковал кавалеристов. 24 января в 7 километрах от Алленштайна у местечка Донген немцы атаковали боевые порядки 4-го эскадрона 24-го гвардейского кавалерийского полка, бросив в бой до батальона пехоты при поддержке нескольких танков. Выдвинувшись со своим «Максимом» на выгодную позицию, А. Т. Артюшенко подпустил неприятеля на 200 метров и открыл шквальный огонь по вражеским цепям, уничтожив 25 немецких солдат и ручной пулемёт с расчётом. Не выдержав губительного огня, немецкая пехота бежала, а оставшиеся без прикрытия танки повернули назад. «Своими смелыми и дерзкими действиями обеспечил отражение вражеской контратаки и впоследствии способствовал своим пулемётом успешному наступлению эскадрона и выполнению поставленной задачи», — такую оценку дал действиям Артюшенко командир полка гвардии подполковник П. Ф. Ткаленко.
Разгромив млавско-эльбингскую группировку противника, войска 2-го Белорусского фронта вторглись в Померанию. В рамках Восточно-Померанской операции гвардии красноармеец А. Т. Артюшенко принимал участие в прорыве немецкой линии обороны севернее города Ратцебур, штурмовал Хаммерштайн, Бальденберг и Нойштеттин. Всего за время боёв в Восточной Пруссии и Померании 24-й гвардейский кавалерийский полк уничтожил не менее полка пехоты противника, подбил 13 танков и самоходных артиллерийских установок, захватил 48 орудий, 60 пулемётов, 6 паровозов, 345 вагонов, 48 складов и много различной техники врага. Лично гвардии красноармеец Артюшенко за период с 19 января по 10 февраля 1945 года истребил до 50 солдат и офицеров вермахта. 28 марта продвижение 3-го эскадрона, в составе которого на тот момент воевал А. Т. Артюшенко, было остановлено шквальным огнём вражеской засады. Рискуя жизнью, Александр Трофимович приблизился к противнику на максимально близкое расстояние и прицельным огнём уничтожил 12 вражеских солдат, а троих захватил в плен, тем самым обеспечив дальнейшее продвижение подразделения. Приказом от 6 марта 1945 года Александр Трофимович был награждён орденом Славы 2-й степени (№ 10657). Одновременно ему было также присвоено сержантское звание.

Кавалеристы со станковым пулемётом занимают огневую позицию

### Орден Славы I степени
В ходе Восточно-Померанской операции немецкая группа армий «Висла» была разгромлена, но не уничтожена полностью. В рамках Берлинской операции войскам 2-го Белорусского фронта предстояло добить её остатки в Передней Померании. 27 апреля 1945 года 24-й гвардейский кавалерийский полк переправился через Одер, и пройдя с боями более 120 километров, перерезал транспортные магистрали врага в районе Гранзее—Нойштрелитц и Линдов—Райнсберг. Своим стремительным прорывом кавалеристы способствовали быстрому взятию городов Цеденик, Гранзее, Райнсберг и Нойруппин. 30 апреля 1945 года 3-й эскадрон полка вышел к населённому пункту Биненвальде (Binenwalde) в 8 километрах юго-западнее Райнсберга. Противник, стремясь любой ценой удержать опорный пункт своей обороны, вёл сильный артиллерийский и пулемётный огонь и неоднократно переходил в контратаку, не давая возможности эскадрону продвигаться вперёд. Гвардии сержант А. Т. Артюшенко смог засечь вражескую пулемётную точку, и выдвинувшись со своим «Максимом» на огневую позицию в непосредственной близости от врага, меткими выстрелами заставил её замолчать, после чего открыл шквальный огонь по контратакующей вражеской пехоте, уничтожив до 30 немецких солдат. Сопротивление неприятеля было сломлено, и эскадрон выполнил поставленную боевую задачу. Преследуя бегущего противника, кавалеристы захватили переправу через реку Рин, создав тем самым хорошие условия для развития наступления.
В тот же день 24-му гвардейскому кавалерийскому полку была поставлена задача овладеть населённым пунктом Цехов (Zechow). Немцы отчаянно защищали находившийся здесь аэродром и яростно контратаковали боевые порядки кавалеристов. Проявив исключительную смелость, гвардии сержант А. Т. Артюшенко со своим пулемётом вышел во фланг контратакующего противника и ураганным огнём заставил вражеские цепи залечь, истребив при этом до 25 солдат вермахта. Немцы быстро обнаружили огневую точку Артюшенко и открыли по ней артиллерийский огонь. Снаряд разорвался всего в пяти метрах от пулемёта. Александр Трофимович затаился, а немцы, посчитав, что пулемёт уничтожен, вновь пошли в атаку. Когда до врага оставалось 80 метров, Артюшенко вновь открыл огонь, положив до 30 немецких солдат. Тут некстати закончилась пулемётная лента, что позволило противнику приблизиться к огневой точке на 30-40 метров. Александру Трофимовичу пришлось перезаряжать пулемёт, отгоняя немцев ручными гранатами. Заменив ленту, он продолжил разить неприятеля и вынудил его откатиться на исходные позиции. В то время, как гвардии сержант Артюшенко связывал боем врага, кавалерийские эскадроны обошли немецкие позиции и ворвались на аэродром. Добычей кавалеристов стали 22 исправных транспортных самолета, 12 планёров и много различной техники и вооружения.
Сломив сопротивление противника на правом берегу реки Рин, 3-й гвардейский кавалерийский корпус возобновил наступление на запад. Действуя непосредственно за танковым десантом, 24-й гвардейский кавалерийский полк прошёл в течение дня с боями 90 километров, разгромил крупную артиллерийскую группировку врага, овладел населёнными пунктами Перлеберг и Ленцен и к исходу дня вышли к Эльбе, где встретился с американскими войсками. Здесь гвардии сержант А. Т. Артюшенко завершил свой боевой путь. Всего за период с 29 апреля по 3 мая 1945 года Александр Трофимович уничтожил 5 вражеских огневых точек, одну автомашину и до 150 солдат и офицеров вермахта. 24 июня 1945 года А. Т. Артюшенко принимал участие в Параде Победы на Красной площади в Москве, а 29 июня указом Президиума Верховного Совета СССР он был награждён орденом Славы 1-й степени (№ 313).

### После войны
Демобилизовавшись в мае 1946 года в звании гвардии старшего сержанта, А. Т. Артюшенко вернулся в посёлок Артёмовка. Работал нормировщиком на местном сахарном заводе. В 1965 году по случаю двадцатилетия победы в Великой Отечественной войне получил воинское звание гвардии старшины в отставке. В 1975 году Александр Трофимович переехал в город Жданов (с 1989 года — Мариуполь). До входа на пенсию семь лет работал на Ждановском заводе тяжёлого машиностроения гибщиком металла в цехе № 1. Умер Александр Трофимович 10 июня 1997 года. Похоронен на старокрымском кладбище города Мариуполя Украины.

## Награды
- Орден Отечественной войны 1-й степени (11.03.1985)[16];
- орден Славы 1-й степени (29.06.1945)[5];
- орден Славы 2-й степени (06.03.1945)[7];
- орден Славы 3-й степени (31.07.1944)[6];
- медали, в том числе:
  - Медаль «За отвагу» (03.03.1945)[11].

## Документы
- Общедоступный электронный банк документов «Подвиг Народа в Великой Отечественной войне 1941—1945 гг.» Дата обращения: 26 февраля 2014. Архивировано из оригинала 30 октября 2018 года.

Орден Отечественной войны 1-й степени (архивный реквизит 1511409322).
Орден Славы 1-й степени (архивный реквизит 46774117).
Указ Президиума Верховного Совета СССР от 29 июня 1945 года (архивный реквизит 46562209).
Орден Славы 2-й степени (архивный реквизит 26269013).
Орден Славы 3-й степени (архивный реквизит 33299909).
Медаль «За отвагу» (архивный реквизит 150883710).